# Clownstep
Clownstep o doofstep es un término peyorativo utilizado para designar un cierto tipo de música drum and bass y  dubstep. Se suele clasificar con esta expresión una parte del jump-up que surgió a finales de los años 90. Un tema típico de drum and bass considerado como clownstep suele contar con estridentes y saltarinas líneas de bajo, una estructura rítmica muy simple y frecuentemente samples de swingbeats.
Se atribuye la creación del término al productor Dylan, quien lo utilizó para describir el sonido del sencillo "Bodyrock" de Shimon & Andy C.. El término se extendió de manera que progresivamente ha pasado a utilizarse no tanto como descriptivo de un estilo concreto sino más bien como forma de insultar a un productor o de denigrar a un músico que ha dejado de contar con el favor del público y/o de la crítica.